# Paola Pivi
Paola Pivi (née le 10 mai 1971 à Milan, en Lombardie, Italie) est une artiste italienne contemporaine, qui vit et travaille à Anchorage, en Alaska.

## Biographie
Née en 1971 à Milan , elle s'inscrit d'abord à la faculté d'ingénierie nucléaire de l'école polytechnique de Milan, qu'elle abandonne ensuite pour l'Académie des beaux-arts de Brera, située dans sa ville natale.
Sa première exposition a lieu à Milan en 1998. Elle intervient dans le domaine de l'art multimédia et est connue pour ses installations ou images surprenantes et incongrues. Son installation d'un avion de chasse Fiat G.91 renversé à la Biennale de Venise a permis à l'Italie de remporter le Lion d'or du meilleur pavillon en 1999,. Elle participe à la Biennale de Venise pour la deuxième fois en 2003.
En 2004 et 2014, elle participe à Manifesta, tandis qu'en 2008, elle est présente à la Biennale de Berlin. Elle a exposé aussi au MoMA de New York, à la Tate Gallery de Londres, au Musée d'Art contemporain de Rome, au Palais de Tokyo à Paris, à la Schirn Kunsthalle de Francfort, au musée Hamburger Bahnhof de Berlin, au Palais Grassi de Venise, ou encore à la Kunsthalle Basel de Bâle.